# 1908 en Bretagne
 Chronologie de la Bretagne
- 1904
- 1905
- 1906
- 1907
- 1908
- 1909
- 1910
- 1911
- 1912

Cette page recense des événements qui se sont produits durant l'année 1908 en Bretagne.

## Société

### Naissances
- 13 mars à Brest : Charles Estienne, critique d'art et écrivain français, mort à Paris le 27 décembre 1966.

- 12 juillet : Alain Cuny, comédien[1].

### Décès
- 24 août : Henri Becquerel, physicien et prix Nobel[1]

## Politique

### Vie politique
- 21 juin : Jules Fortin, élu sénateur du Finistère à l'occasion d'un élection partielle[2].

## Économie
La Société générale ouvre un bureau à Quimperlé.

## Culture

### Langue bretonne
- Le grammairien François Vallée et le linguiste Émile Ernault créent l'Entente des écrivains bretons qui propose une orthographe commune à partir de l'écriture de Léon telle qu'améliorée par Jean-François Le Gonidec. La majorité des écrivains s'accordent sur une norme (qui sera plus tard appelée KLT en référence aux trois évêchés de Bretagne qu'elle concerne : en breton Kerne, Leon, Treger)[3].

### Littérature
- Mai : René Le Fur fonde le journal Le Breton de Paris de l'Amicale des Bretons de Paris.
- Émile Goude fonde Le Cri du peuple, premier journal socialiste de la région brestoise[1].

### Musique
- Fondation de la société musicale « La Lyre quimpéroise »[4].

### Arts
- 20 septembre : Paul Ladmirault est reçu Ovad du Gorsedd de Bretagne[1].

## Sports
- Création de la Société des Régates de Loctudy-Bénodet et première régate sur l'Odet dans la baie de Kerogan[4].
- 9 août : Lucien Petit-Breton remporte son second Tour de France 1908[1].